# 재규어 C-X75
재규어 C-X75(영어: Jaguar C-X75)는 재규어 자동차에서 2010년부터 2013년까지 생산했던 하이브리드 자동차이다.

## 사양
성능 측면에서 재규어는 미래의 스포츠카가 322 km/h (200 mph)에 도달하고 0 to 100 km/h (0 to 62 mph)에서 3.4초, 80 to 145 km/h (50 to 90 mph)까지는 8.9초이다.

## 비디오 게임에서의 등장
- 아스팔트 8: 에어본
- 아스팔트 9: 레전드
- 포르자 호라이즌 4

## 같이 보기
- 재규어 C-X16